# Sphaerozetes castaneus
Sphaerozetes castaneus är en kvalsterart som beskrevs av Hammer 1955. Sphaerozetes castaneus ingår i släktet Sphaerozetes och familjen Ceratozetidae. Inga underarter finns listade i Catalogue of Life.